# Trochastica
Trochastica é um gênero de mariposa pertencente à família Acrolepiidae.